# Den där julen
Den där julen (engelska: That Christmas) är en brittisk-amerikansk animerad komedifilm med jultema som hade premiär på Netflix under 2024. Filmen är regisserad av Simon Otto efter ett manus skrivet av Richard Curtis och Peter Souter.

## Handling
Filmen kretsar kring familj och vänner, kärlek och ensamhet, och jultomten som gör ett stort misstag.

## Rollista i urval
| Roll          | Originalröster      | Svenska röster |
| ------------- | ------------------- | -------------- |
| jultomten     | Brian Cox           | TBA            |
| Ms. Trapper   | Fiona Shaw          | TBA            |
| Mrs. Williams | Jodie Whittaker     | TBA            |
| Bill          | Bill Nighy          | TBA            |
| Mrs. McNutt   | Lolly Adefope       | TBA            |
| Mr. Forrest   | Alex Macqueen       | TBA            |
| Mrs. Forrest  | Katherine Parkinson | TBA            |
| Mrs. Mulji    | Sindhu Vee          | TBA            |
| Yirrell       | Paul Kaye           | TBA            |
| Mr. McNutt    | Rhys Darby          | TBA            |